# Papyrus 89
Papyrus 89 (in de nummering van Gregory-Aland), of {\displaystyle {\mathfrak {P}}}89, is een handschrift op papyrus van Hebreeën 6:7-9,15-17. Op grond van schrifttype wordt het gedateerd in de 4e eeuw. De Griekse tekst van deze codex is te kort om goed in te delen. Aland plaatst het in geen enkele categorie..
Het handschrift wordt bewaard in de Biblioteca Medicea Laurenziana (PL III/292) in Florence.

## Voetnoten
- Dit artikel of een eerdere versie ervan is een (gedeeltelijke) vertaling van het artikel Papyrus 89 op de Engelstalige Wikipedia, dat onder de licentie Creative Commons Naamsvermelding/Gelijk delen valt. Zie de bewerkingsgeschiedenis aldaar.

1. 1 2  Kurt Aland, and Barbara Aland, The Text of the New Testament: An Introduction to the Critical Editions and to the Theory and Practice of Modern Textual Criticism, transl. Erroll F. Rhodes, William B. Eerdmans Publishing Company, Grand Rapids, Michigan, 1995, p. 102.